# GNOMEアプリケーション一覧
GNOMEアプリケーション一覧（グノームアプリケーションいちらん）では、GNOMEデスクトップ環境で動作するように開発されたアプリケーション群の一覧を掲載する。

## GNOME公式アプリケーション
GNOMEに含まれるアプリケーションの中には、ユーザーが一見して直ぐそれと分かるものもある。以下は、GNOMEの公式なリリースの一部として提供されているアプリケーションの一覧である：
- aisleriot - ソリティアカードゲーム集
- Alacarte - メニュー・エディター
- Banter - テキストや音声、ビデオを対象とするリアルタイム連携クライアント
- Blackjack - ゲーム
- Brasero - CD/DVD作成用アプリケーション
- Coaster - CD burningアプリケーション
- Cheese - Photo Boothに影響を受けた、ウェブカメラから写真や映像を記録するGNOMEアプリケーション
- DeskbarApplet - 常時利用可能で多機能な検索用インターフェース
- Dia - UMLをサポートするdiagram作成ツール
- dogtail - Pythonで書かれたGUI test toolと自動生成フレームワーク
- Drivel - ブログクライアント
- Ekiga - 電話やビデオ会議、VoIPのためのソフトウェア
- Empathy - インスタント・メッセンジャー
- Evince - ドキュメント・ビューアー
- Evolution - 電子メールクライアント、PIM
- Eye of GNOME - 画像ビューアー
- gattaxx - ゲーム
- gconf-editor - 高機能な設定エディター
- gedit - テキスト・エディター
- Geyes - GNOMEパネル用のおかしなxeyesのクローン
- gfloppy - フロッピー・ディスク初期化ツール
- glines - ゲーム
- gnet - GTKの GLib ライブラリ上のネットワークAPIビルド
- gnibbles - ゲーム: りんごを食べる虫
- gnobots2 - ゲーム
- GNOME Boxes - 仮想マシンマネージャ
- gnome-cd - 音楽CD用プレーヤー
- GNOME Control Center - GNOMEコントロール・センター
- GNOME Disks - ディスク管理ユーティリティ
- gnome-mag - デスクトップの拡大鏡
- gnome-search-tool - ファイルの検索
- GNOME Shell - GNOME パネルの代わりとなったデスクトップパネル
- GNOME System Tools - システム設定ツール
- gnometris - ゲーム
- gnome-utils
- gnome-volume-manager - スピーカーやマイク、メディア設定のためのデーモン
- GNOME キーリング - 認証用デーモン
- GNOME 辞書 - 辞書
- GNOME システムモニタ - プロセスとリソースを監視
- GNOME スクリーンショット - スクリーンショットの撮影
- GNOME 端末 - ターミナル・エミュレーター
- GNOME ディスプレイマネージャー - Xディスプレイ・マネージャー
- GNOME 電卓 - 計算機（電卓）
- GNOME パネル - アプリケーション起動やアプレットを表示させるための、デスクトップ上のパネル
- gnomine - ゲーム: 地雷をかわす
- gnopernicus
- gnotravex - ゲーム
- gnotski - ゲーム
- gok - オンスクリーン・キーボード
- grecord - 録音用のシンプルなアプリケーション
- gtali - ゲーム
- gucharmap - Character map
- lagno - ゲーム
- logview - ログファイル・ビューアー
- Lollypop - 軽量な音楽プレーヤー
- mahjong - ゲーム
- nautilus-cd-burner - シンプルなデータCD作成ソフト
- pessulus - Lockdown editor
- Polari - IRCクライアント
- Print Manager - 印刷ジョブのマネージャー [1]
- Same Gnome - ゲーム
- Sound Juicer - CD リッパー
- sabayon - ユーザー・プロファイル・エディター
- Tomboy - 付箋ソフトウェア
- Update Manager - ソフトウェアのアップデートを管理するためのGNOMEアプリケーション[2]
- vino - VNCサーバー
- Web - ウェブブラウザ
- Yelp - ヘルプを表示させるためのビューアー
- zenity - スクリプトからGUIダイアログを表示
- アーカイブマネージャー - 書庫の作成・展開ツール
- スクリーンセーバー - スクリーン・セーバー用のシンプルな設定ツール
- ディスク使用量アナライザー - ディスク使用率を表示
- ネットワークツール - ネットワーク診断ツール
- ビデオ - メディア・プレーヤー（サウンド、ビデオ）
- ファイル  - ファイルマネージャ

## その他のアプリケーション
GNOME環境では、X11互換のアプリケーションであればほとんど動作する。以下の一覧は、GNOME開発用のライブラリや技術を利用したアプリケーションであり、デスクトップのGNOMEメニューにあるカテゴリーに従って分類したものである。

### アクセサリー
- Conduit Synchronizer - 写真や音楽、ノートなどのファイルを同期化
- Planner - プロジェクト管理のためのソフトウェア
- ScreenRuler - スクリーン定規

### ゲーム
- gbrainy

### グラフィックス
- Dia - ダイヤグラム作成アプリケーション
- F-Spot - 画像管理
- gThumb - 画像のビューアーおよびブラウザー
- GIMP - GNU 画像編集プログラム
- Inkscape - ベクター 描画アプリケーション

### インターネット
- Balsa - 電子メール・クライアント
- Deluge - Deluge BitTorrent クライアント
- Evolution - 電子メール・クライアント、スケジュール管理アプリケーション
- Gabber - インスタント・メッセンジャー
- Gajim - インスタント・メッセンジャー
- Galago - Desktop presence
- Gwget - ダウンロード・マネージャー・フレームワーク
- Liferea - RSS Feed Reader
- Pidgin - インスタント・メッセンジャー
- Smuxi - ユーザー・フレンドリーなIRCクライアント
- Web - ウェブブラウザ
- XChat - IRC クライアント

### オフィス
- AbiWord - ワード・プロセッサー
- GnuCash - 個人および小規模企業向けの財務管理
- Gnumeric - 表計算ソフトウェア
- GNOME-DB - データベース管理
- Bond - データベースのフロントエンド

### その他
- Alexandria - Book Collection Manager
- AutoScan-Network - AutoScan-Network is a network discovering and managing application
- Beagle - 検索ツール
- BlueFish - プログラマ向けテキストエディタ
- GCstar - Personal collections manager
- GRAMPS - Genealogy Software
- PSPPIRE - PSPP の GNOME フロントエンド
- Scribes - テキスト・エディター
- Seahorse - GPGのフロントエンド

### タブレット用アプリケーション
- Gournal - pen notetaking application
- Xournal - pen notetaking application
- Jarnal - pen notetaking application

### プログラミング
- Anjuta - 開発環境
- Conglomerate - XMLエディター
- Scaffold - 開発環境
- Mono - 開発環境
- OpenLDev - 開発環境

### サウンドとビデオ

#### CD作成
- Brasero - CD焼きソフトウェア
- GnomeBaker - CD焼きソフトウェア
- Goobox - CDリッパー、CDプレーヤー
- Graveman - CD焼きソフトウェア
- Grip - CDリッパー、CDプレーヤー
- Serpentine - オーディオCD焼きソフトウェア

#### 音楽
- Banshee - 音楽プレーヤー
- Gnomoradio - Music Jukebox with Built-in Discovery
- Listen - 音楽プレーヤー
- Muine - 音楽プレーヤー
- Rhythmbox - 音楽プレーヤー
- Exaile - 音楽プレーヤー
- Sound Recorder - 録音兼サウンドプレーヤ

#### ビデオ
- CeeMedia - 映画のカタログ
- Diva - ビデオ・エディター
- GCfilms - Movies Collection Manager
- Gnome Subtitles - Video Subtitling
- Thoggen - DVD バックアップ・ユーティリティー

#### それ以外
- Parano - ハッシュ・ファイル・マネージャー

### システム・ツール
- GNOME Commander - "two-pane" graphical filemanager
- GParted - パーティション・エディター
- Terminator - ターミナル・エミュレータ
- wnck - the Window Navigator Construction Kit